# كهف الرسام
كهف الرسام (بالإنجليزية: Painter's Cave)‏ هو كهف يقع ضمن أقاليم ما وراء البحار البريطانية في منطقة جبل طارق التابعة للتاج البريطاني.